# Cnemaspis dickersonae
Espèce
Synonymes
- Gonatodes dickersoni Schmidt, 1919
- Cnemaspis dickersoni (Schmidt, 1919)

Cnemaspis dickersonae est une espèce de geckos de la famille des Gekkonidae.

## Répartition
Cette espèce se rencontre au Soudan du Sud, en Éthiopie, en Ouganda, au Kenya, en Tanzanie, au Rwanda et dans le nord-est du Congo-Kinshasa.

## Étymologie
Cette espèce est nommée en l'honneur de Mary Cynthia Dickerson.

## Publication originale
- Schmidt, 1919 : Contributions to the Herpetology of the Belgian Congo based on the Collection of the American Congo Expedition, 1909-1915. Part I: turtles, crocodiles, lizards, and chamaeleons. Bulletin of the American Museum of Natural History, vol. 39, n. 2, p. 385-624 (texte intégral).